# Yangwang U9
Yangwang U9 – elektryczny hipersamochód produkowany pod chińską marką Yangwang od 2024 roku.

## Historia i opis modelu

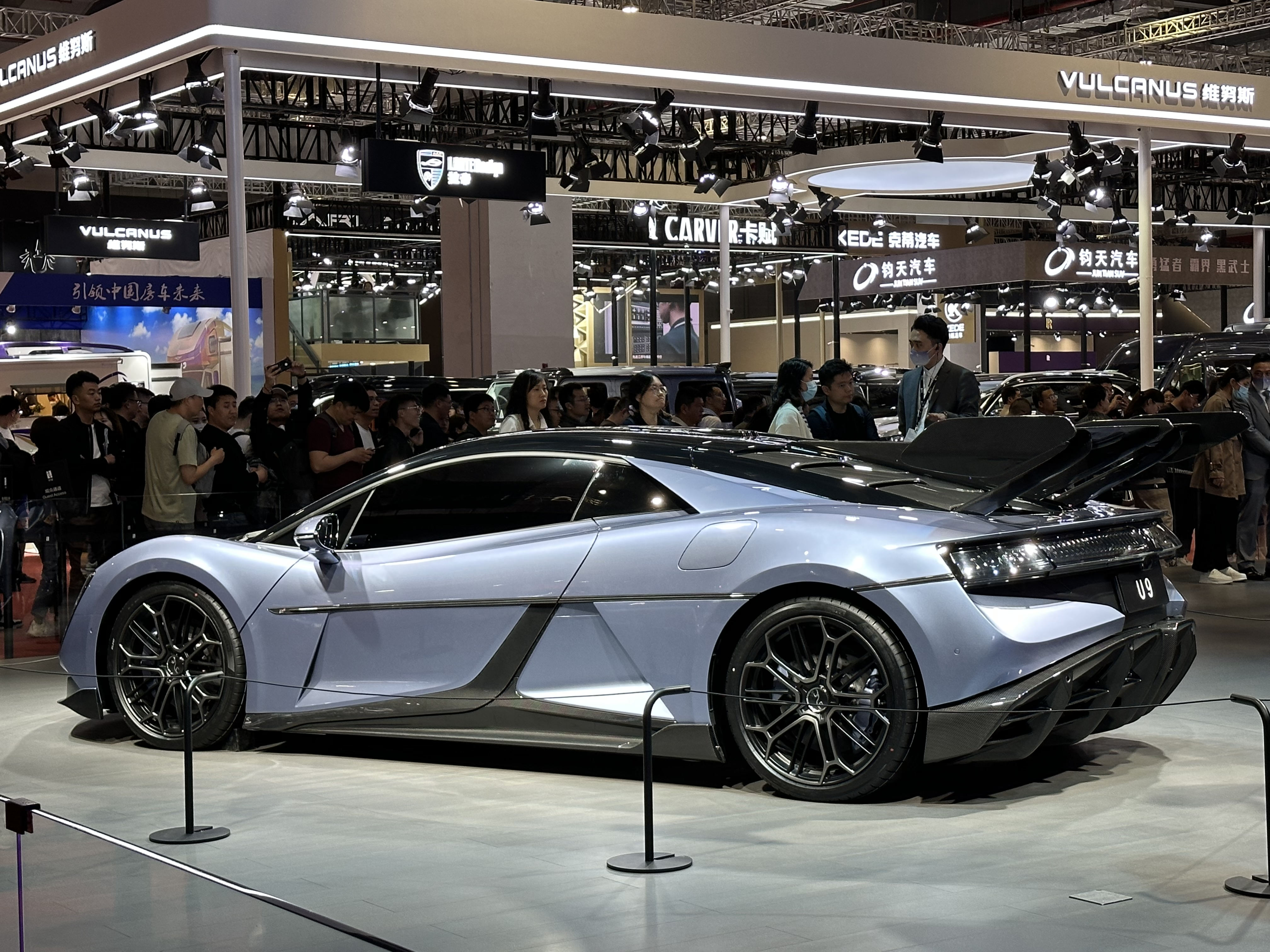
Yangwang U9 - tył

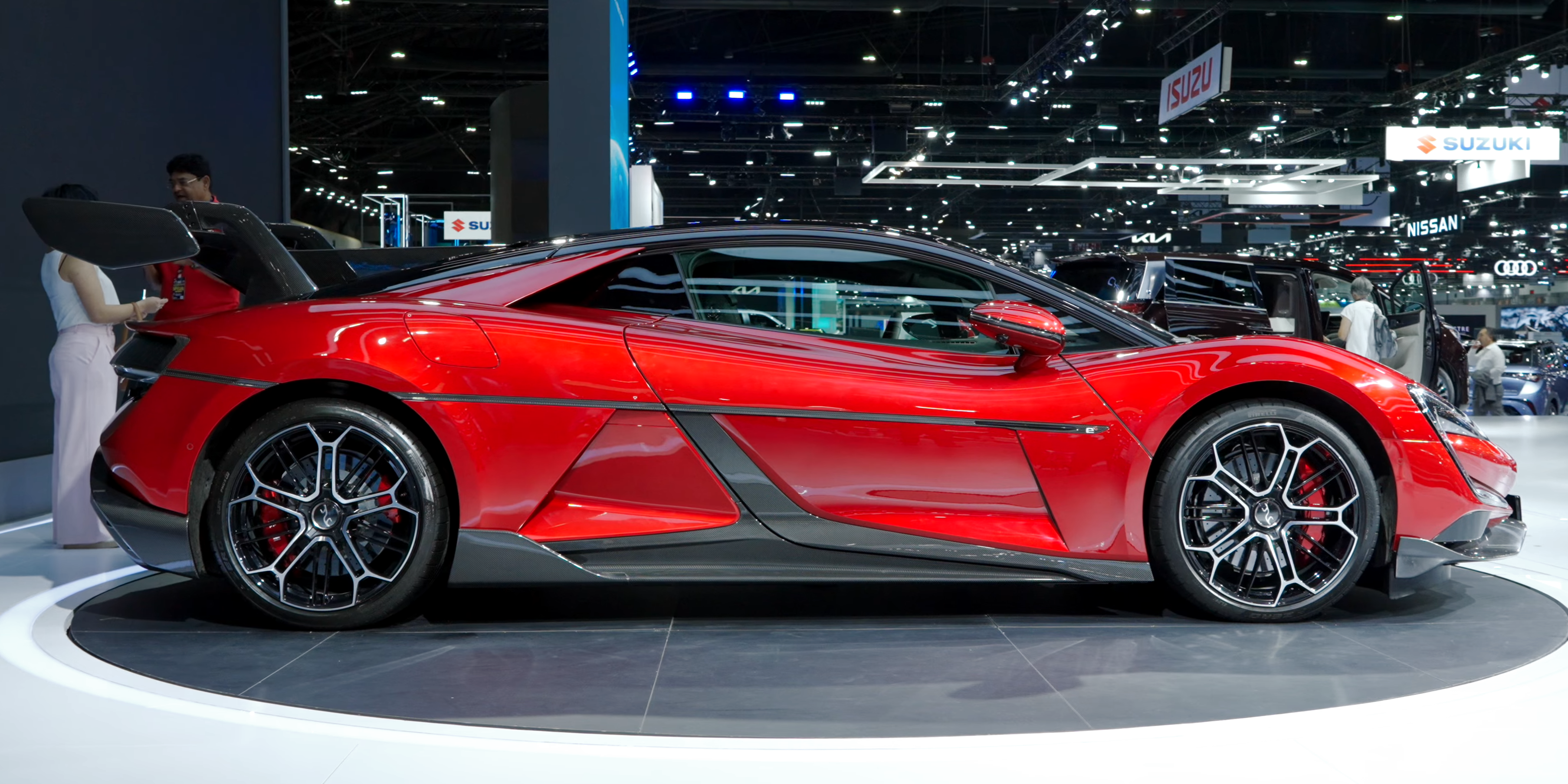
Yangwang U9 - sylwetka

W styczniu 2023 podczas inauguracji nowej luksusowej marki koncernu BYD Auto, Yangwang, jednym z dwóch pierwszych modeli został hipersamochód o nazwie U9. Samochód utrzymano w awangardowym języku stylistycznym autorstwa Wolfganga Eggera, który zdominowały obszerne reflektory w kształcie litery "C". Nadwozie przyjęło postać typowego dla hipersamochodów 2-drzwiowego coupe, z otwieraną wraz z szybą klapą bagażnika oraz dodatkowym, opcjonalnym pakietem wykonanych z włókna węglowego akcentów na czele z rozbudowanym tylnym spojlerem. Zdecydowano się na charakterystyczny sposób otwierania drzwi, które uchylają się do góry.
Kabina pasażerska utrzymana została w surowej, minimalistycznej estetyce z dominacją czerni oraz położonym pod kątem, wąskim centralnym panelem do sterowania funkcjami pojazdu i systemem multimedialnym. Zarówno przed kierowcą, jak i pasażerem znalazły się kolejne 2, prostokątne wyświetlacze pełniące kolejno funkcję cyfrowych zegarów oraz centrum inforozrywki.
Podobnie jak SUV U8, tak i Yangwang U9 został wyposażony w nietypowe rozwiązania techniczne. Samochód otrzymał rozbudowany system aktywnego zawieszenia "DiSus", który pozwala na wykonywanie ruchów przypominających taniec lub podskakiwanie podczas postoju.

### Sprzedaż
Zasięg rynkowy Yangwanga U9 został ograniczony do wewnętrznego rynku chińskiego, za konkurencję obierając nie tylko inne elektryczne hipersamochody jak Hyper SSR czy Lotus Evija, ale także tradycyjnymi konstrukcjami Ferrari i Lamborghini. Sprzedaż U9 rozpoczęła się nieco ponad rok po premierze z początku 2023, otwierając zbieranie zamówień pod koniec lutego 2024 i zobowiązując każdego zainteresowanego do złożenia bezzwrotnego depozytu 300 tysięcy juanów. Podstawowa specyfikacja została z kolei wyceniona na 1,68 miliona juanów, rozpoczynając dostawy w połowie 2024 roku.

### Dane techniczne
Yangwang U9 jest samochodem w pełni elektrycznym, którego układ napędowy utworzyły cztery silniki rozwijające łączną moc 1287 KM i 1680 Nm maksymalnego momentu obrotowego, rozpędzając się do 300 km/h i osiągając prędkość 100 km/h w 3 sekundy. Akumulator typu LFP zyskał pojemność 100 kWh, pozwalając na osiągnięcie maksymalnego zasięgu w cyklu mieszanym do 700 kilometrów według chińskiej normy pomiarowej CLTC. Nietypowym rozwiązaniem zostało nadanie silnikom elektrycznym kształtu litery "U", pozwalając na obniżenie środka ciężkości.